# Теная
Теная (на английски: Tenaya) е планинско езеро в националния парк „Йосемити“, на територията на щата Калифорния в Съединените щати.
Езерото Теная има ледников произход и от него извира реката Теная Крийк, преминаваща през разположения под езерото каньон Теная. Надморската височина на самото езеро е около 2484 m.